# 澳洲人文學院
澳洲人文科學院（Australian Academy of the Humanities），依據皇家特許（Royal Charter）創立於1969年。
院區座落在澳洲首都特區坎培拉的澳洲國立大學（ANU）校園內。

## 外部連結
- 澳洲人文科學院（官方網站） （页面存档备份，存于）